# Lina Kostenková
Lina Vasylivna Kostenková, ukrajinsky Ліна Василівна Костенко (* 19. březen 1930, Ržyščiv u Kyjeva) je ukrajinská básnířka, překladatelka a disidentka. Jedna z klíčových představitelek generace ukrajinských spisovatelů 60. let 20. století nazývaných šedesátníci. Žije v Kyjevě.

## Život
Vystudovala Literární institut Maxima Gorkého v Moskvě, absolvovala roku 1956. O rok později vstoupila do literatury sbírkou Prominnja zemli (Paprsky země, 1957). Následovala sbírka Vitryla (Plachty, 1958) a Mandrivky sercja (Blouznění srdce, 1961). Těmito sbírkami se připojila k vůdčím osobnostem mladé generace ukrajinské poezie nazývané jako šedesátníci.
Sbírka Zorianyj intehral (Hvězdný integrál) z roku 1962 však již nemohla vyjít, po zásahu cenzury. V té době vycházely její básně v překladech v Polsku a Československu, zatímco v Sovětském svazu pouze v samizdatu. 
V letech 1965–1968 Kostenková podepsala řadu otevřených dopisů, v nichž protestovala proti stíhání a zatýkání ukrajinských intelektuálů. Spolu s básníkem Ivanem Dračem apelovala na lvovské spisovatele, aby se zastali souzených kolegů. I proto nemohla publikovat až do roku 1977, kdy směla vyjít sbírka Nad berehamy vičnoji riky (Na břehu řeky věčnosti), následovaná v roce 1980 sbírkou Nepovtornisť (Jedinečnost).
Za veršovanou historickou poému Marusja Čuraj (1979) získala roku 1987 s odstupem několika let Ševčenkovu cenu. 
V letech 1990–2010 se odmlčela. Po roce 2000 pracovala dlouhá léta na svém prvním románu, který publikovala v roce 2010 pod názvem Zapysky ukrajinskoho samašedšoho (Zápisky ukrajinského blázna). Stal se okamžitě bestsellerem (první vydání v nákladu 10 000 výtisků se vyprodalo během dvou týdnů).
V roce 2011 jí vyšla rozsáhlá sbírka starších básní doplněná 50 novými básněmi s názvem Rička Heraklita (Hérakleitova říčka) a o rok později i souborné vydání poezie Trysta poezij. Vybrane (Tři sta básní. Výběr, 2012).
Překládala českou a polskou poezii, věnovala se i knihám pro děti (Buzynovyj car, 1987).
V červenci 2018 Lina Kostenková podpořila otevřený dopis ukrajinských kulturních osobností na podporu ukrajinského režiséra Oleha Sencova, vězněného v Rusku.
Během ruské agrese proti Ukrajině v roce 2022 odmítla opustit svůj domov v Kyjevě. Své básně z období obléhání Kyjeva vydala v kolektivní knize ukrajinských spisovatelů a spisovatelek Vijna 2022. Eseji, poezija, ščodennyky (Válka 2022. Eseje, básně, deníky, 2022).

## Reflexe díla
Malá československá encyklopedie napsala, že "ve svých lyricko-reflexivních sbírkách usiluje o mravní integritu současného člověka a jednotu slova a činu. Její verše vynikají svěžestí lyrického výrazu."

## Překlady do češtiny a slovenštiny
- L. Kostenko, Na brehoch večnej rieky. Bratislava: Tatran 1987.
- Mladá sovětská poezie : Ukrajinští básníci : [Sborník] / Vybrali a přel. Hana Vrbová a Jaroslav Kabíček ; Na uspoř. se podílel a doslov naps. Orest Zilynskij. Praha: Svět sovětů 1965.